# GeoGuessr
GeoGuessr (abgeleitet von altgriechisch γῆ, gē „Erde“ und englisch guesser „Rater“) ist ein Geographie-Computerspiel. Es wurde vom schwedischen IT-Berater Anton Wallén entwickelt und am 9. Mai 2013 veröffentlicht. Im Spiel bekommt der Spieler ein zufälliges Bild aus Google Street View oder ein anderes 360-Grad-Panoramabild angezeigt und muss anhand der Hinweise, die er darauf erkennt, herausfinden, wo dieses Foto aufgenommen wurde. Bereits in der ersten Woche nach dem Release erhielt die Website 200.000 bis 300.000 Aufrufe täglich. Seit Dezember 2015 ist das Spiel auch als iOS- und seit April 2021 als Android-App verfügbar. Im Mai 2025 wurde GeoGuessr auch für Microsoft Windows über Steam veröffentlicht.

## Entwicklung
Die Idee zu GeoGuessr rührte aus Walléns Leidenschaft, ferne Länder mit Google Street View zu erkunden. Diesem Hobby wollte er ein spielerisches Element hinzufügen. Die Entwicklung des Spiels nahm einige Wochen in Anspruch. Das Programm nutzt die JavaScript-Bibliothek Backbone.js und die Version 3 der Google-Maps-API. Wallén stellte das fertige Spiel am 10. Mai 2013 auf der Plattform Google Chrome Experiments ein.

## Gameplay
GeoGuessr platziert den Spieler nacheinander auf fünf zufällig ausgewählten Orten der Erde und zeigt ein 360-Grad-Panoramabild. In der Regel handelt es sich um Google-Street-View-Aufnahmen. In diesen Fällen beschränken sich die Orte auf Straßen und Wege, die bereits von Google-Street-View-Kameras fotografiert wurden, was insbesondere einen Großteil Afrikas und Asiens, Teile Südamerikas sowie alle weglosen Gebiete ausschließt.
Der Spieler muss anhand von Hinweisen im Foto herausfinden, wo er sich befindet. Hierzu dienen einerseits landestypische Elemente wie Verkehrszeichen, Rechts- oder Linksverkehr, Vegetation, Klima, Sonnenstand, Firmenlogos, Architektur, Verkehrsinfrastruktur und Straßenpfosten, andererseits Kameratechnologie und teilweise kaum sichtbare Elemente des Fahrzeugs, das die Google-Street-View-Aufnahmen machte. Im Standardmodus Move ist es dem Spieler möglich, sich – wie bei Google Street View – auf der Straße fortzubewegen, sich umzuschauen und in das Bild hineinzuzoomen. Dagegen ist die Bewegungsfreiheit im Spielmodus No Move eingeschränkt, sodass der Spieler das Bild lediglich um 360° schwenken und in die Szene hineinzoomen kann. Im Spielmodus NMPZ (No Move Pan Zoom) ist das Bild vollständig fixiert. Auf einer vergrößerbaren Google-Maps-Karte platziert der Spieler dann einen Marker an dem Ort, wo seiner Meinung nach das Bild aufgenommen wurde. Daraufhin zeigt GeoGuessr den wahren Aufnahmeort an und vergibt zwischen 0 und 5000 Punkten, je nachdem wie weit die Schätzung des Spielers davon abweicht. Danach wird der nächste von insgesamt je fünf Orten angezeigt. Schließlich gibt es eine Gesamtauswertung, in der alle Punkte addiert werden (also maximal 25.000).
Es ist auch möglich, sogenannte Challenges zu erstellen und Freunden zu schicken, sodass man gegeneinander antreten kann. Alle Mitspieler bekommen dann dieselben zufälligen Orte angezeigt. Außerdem lässt sich bei Bedarf ein Zeitlimit pro Bild einstellen (zwischen 10 Sekunden und 10 Minuten), wodurch der Schwerpunkt des Spiels unterschiedlich gesetzt wird (vom schnellen Erraten zumindest des richtigen Landes bis zur ausführlichen Recherche, um möglichst auf wenige Meter genau an den Punkt heranzukommen). 
Von der Spieler-Community wurden zahlreiche „Karten“ erstellt, die sich einzelnen Ländern, Regionen oder Themen – wie zum Beispiel Sehenswürdigkeiten – widmen.
Spieler haben auch die Möglichkeit, in Multiplayer-Spielen gegen Freunde anzutreten. Seit Ende 2020 gibt es einen Battle-Royale-Spielmodus, in dem bis zu zehn Spieler versuchen, den gezeigten Street-View-Ausschnitt möglichst schnell einem Land zuzuordnen.
Der Quiz-Spielmodus steht sowohl als Multiplayer-Spiel als auch für Einzelspieler zur Verfügung.
Im März 2023 wurde der neue Singleplayer-Modus Maprunner vorgestellt, bei dem der Spieler eine virtuelle Weltreise absolvieren kann.

## Kosten
Bis August 2019 war das Spiel größtenteils kostenlos. Danach standen einige Funktionen und unbegrenzte Spielzeit nur gegen ein Abonnement zur Verfügung. Seit dem 1. Februar 2024 können kostenfrei nur noch drei Beispielrunden am Tag gespielt werden.

## Rezeption
GeoGuessr wurde von den Medien positiv aufgenommen. Hervorgehoben wurde das simple, aber dennoch fesselnde Spielprinzip. Auch für den Bildungsbereich (etwa den Geografieunterricht) kann das Spiel eingesetzt werden. 2023 waren 55 Millionen Spieler auf der Plattform registriert.
Erfolgreiche Spieler publizieren auf YouTube und TikTok Videos, in denen sie Aufnahmen von Spielen oder Turnieren zeigen oder andere mit Tipps bedienen.
Ende 2020 wurde das GeoGuessr-Spielprinzip vom deutschen Entwickler Eduard But unter der Marke Geotastic auf Crowdfunding-Basis neu herausgebracht. Die kostenlose Alternative zählt seitdem mehr als 1,5 Millionen Nutzerkonten und versucht sich mit einer Reihe von Neuerungen und innovativen Spielmodi vom Original abzuheben. GeoHub ist eine weitere Alternative zu GeoGuessr – der Code steht als Open Source zur Verfügung.
Im Juli 2023 wurde die Karte „A Diverse World“, die am dritthäufigsten gespielte Karte innerhalb GeoGuessr, von ihrem Ersteller gelöscht. Letzterer verabschiedete sich von der Spielplattform aus Kritik an der „gierigen Kommerzialisierung“ des Spiels: Nach dem Einstieg von Investoren stünden nicht mehr die Community, die Spielergemeinschaft und das Interesse an einem einfachen Spiel im Vordergrund. Stattdessen würde mit immer neuen Spielvarianten und Avataren unnötig versucht, Geld zu scheffeln.

### Steam-Version
Im Gegensatz zu der Webversion bekam die Steam-Version von GeoGuessr überwiegend negative Bewertungen. Der Grund hierfür liegt darin, dass der Zugriff auf die meisten Spielinhalte durch ein Abonnement gesperrt ist, obwohl das Spiel als Free-to-Play vermarktet wird. Auch sind die Abonnements zwischen der Webversion und der Steam-Version nicht übertragbar.

## GeoGuessr World Cup

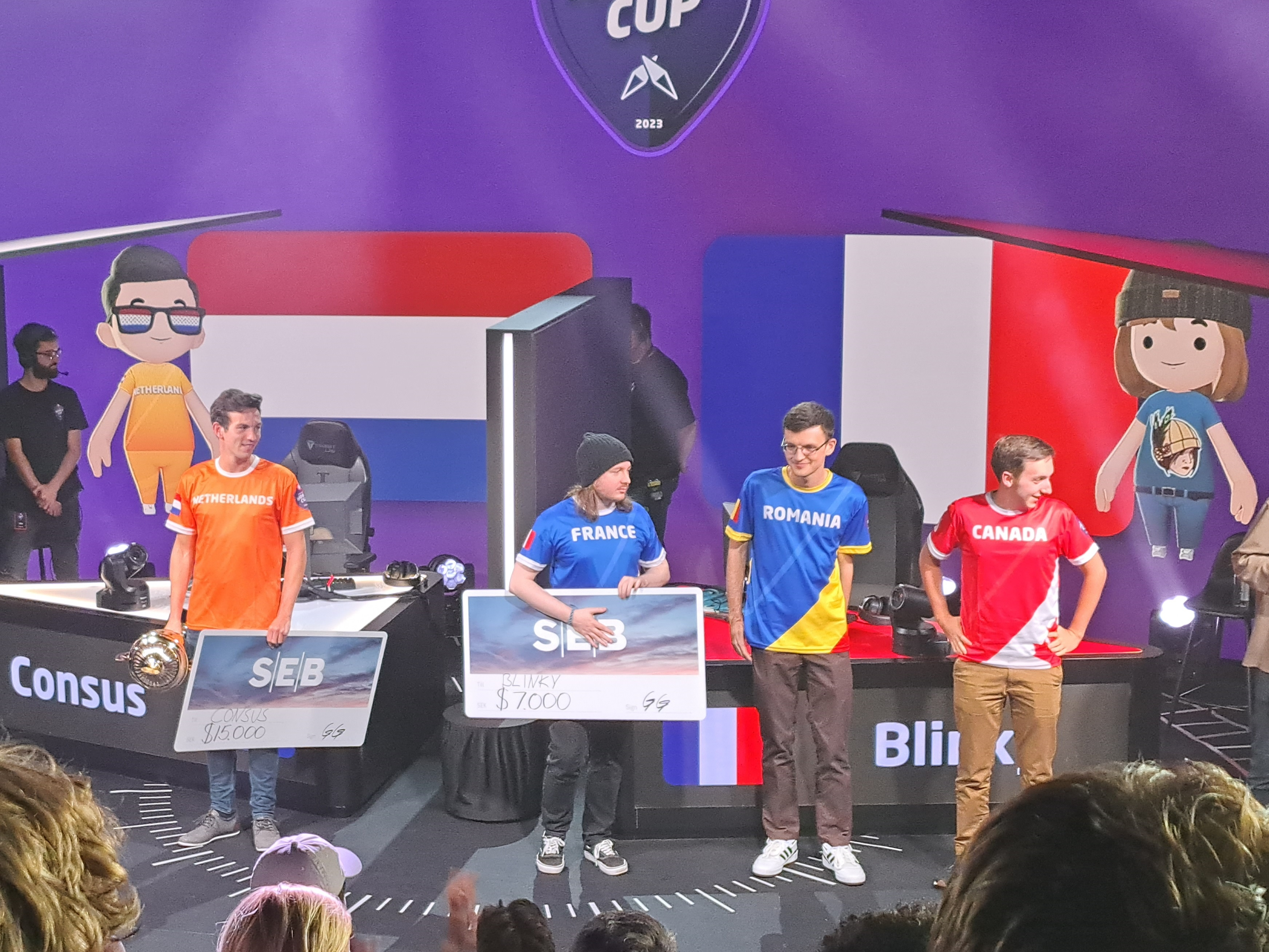
Preisverleihung des GeoGuessr World Cup 2023

Der erste GeoGuessr World Cup fand am 13. und 14. Oktober 2023 in Stockholm statt, wobei ein Preispool in Höhe von US$ 50.000 zur Verfügung stand. Im Finale des E-Sport-Turniers konnte sich der niederländische Spieler Consus gegen den Franzosen Blinky durchsetzen. 
2024 wurde der Wettbewerb vom 11. bis zum 14. September 2024 wieder in Stockholm ausgetragen mit 24 teilnehmenden Spielern. Dort konnte der französische Spieler Blinky das Finale gegen den US-amerikanischen Spieler MK für sich entscheiden.